# Leptopogon
Leptopogon é um género de ave da família Tyrannidae.
Este género contém as seguintes espécies:
- Leptopogon rufipectus
- Leptopogon taczanowskii
- Cabeçudo, Leptopogon amaurocephalus
- Leptopogon superciliaris